# 艾琳·麦克马洪
艾琳·拉文·麦克马洪（英語：Aline Laveen MacMahon，1899年5月3日—1991年10月12日），是爱尔兰裔美国女演员，建筑学家克拉伦斯·斯坦因的妻子。

## 生平
1899年，出生于宾夕法尼亚州。1920年，毕业于巴纳德学院，开始在百老汇参演舞台剧。1928年，与克拉伦斯·斯坦因结婚。1931年，开始参与电影演出。1944年，凭借《龍種》获得奥斯卡最佳女配角提名。1964年，退出银幕。1991年，病逝。

## 电影作品
| - 《最后的五颗星》（1931年） - 《直航恋曲》（1932年） - 《银窟情魔》（1932年） - 《人生一次》（1932年） - 《生命开始》（1932年） - 《1933年淘金女郎》（1933年） - 《英雄何价》（1933年） - 《吉米·道兰》（1933年） - 《荒漠来客》（1934年） - 《东风海棠》（1935年） - 《啊，荒野！》（1935年） - 《当你恋爱时》（1937年） - 《天堂的后门》（1939年） - 《雾中来客》（1941年） - 《银坛莺燕》（1943年） | - 《龙种》（1944年） - 《昼苑春浓》（1944年） - 《风尘豪侠》（1947年） - 《乱世孤雏》（1948年） - 《第一演播室》（1948年） - 《佳偶兵戎》（1949年） - 《宝殿神弓》（1950年） - 《埃迪·坎特传》（1953年） - 《杏林春怨》（1961年） - 《壮志千秋》（1961年） - 《辩护律师》（1961年） - 《医生与护士》（1962年） - 《我仍能唱歌》（1963年） - 《春梦了无痕》（1963年） - 《田园春梦》（1963年） |